# Diagrama de flujo de datos

Componentes de un Diagrama de Flujo de Datos (DFD) según la notación de Yourdon y DeMarco.

Un diagrama de flujo de datos o DFD (sus siglas en español e inglés) es una representación gráfica del flujo de datos a través de un sistema de información. Un diagrama de flujo de datos también se puede utilizar para la visualización de procesamiento de datos (diseño estructurado). Es una práctica común para un diseñador dibujar un contexto a nivel de DFD que primero muestra la interacción entre el sistema y las entidades externas.
Los diagramas de flujo de datos fueron inventados por Larry Constantine, el desarrollador original del diseño estructurado, basado en el modelo de computación de Martin y Estrin: "flujo gráfico de datos" . Los diagramas de flujo de datos (DFD) son una de las tres perspectivas esenciales de Análisis de Sistemas Estructurados y Diseño por Método SSADM. El patrocinador de un proyecto y los usuarios finales tendrán que ser informados y consultados en todas las etapas de una evolución del sistema. Con un diagrama de flujo de datos, los usuarios van a poder visualizar la forma en que el sistema funcione, lo que el sistema va a lograr, y cómo el sistema se pondrá en práctica. El antiguo sistema de diagramas de flujo de datos puede ser elaborado y se comparó con el nuevo sistema de diagramas de flujo para establecer diferencias y mejoras a aplicar para desarrollar un sistema más eficiente. Los diagramas de flujo de datos pueden ser usados para proporcionar al usuario final una idea física de cómo resultarán los datos a última instancia, y cómo tienen un efecto sobre la estructura de todo el sistema. La manera en que cualquier sistema es desarrollado, puede determinarse a través de un diagrama de flujo de datos.
Los niveles de un DFD son:
- Nivel 0: Diagrama de contexto
- Nivel 1: Diagrama de nivel superior
- Nivel 2: Diagrama de detalle o expansión

## Conexiones entre los elementos de un DFD

### Conexiones permitidas
1. ENTIDAD - PROCESO
2. PROCESO - PROCESO
3. PROCESO - ALMACÉN

## Características de los niveles de un DFD

### Diagrama de Contexto: Nivel 0
En el diagrama de contexto se caracterizan todas las interacciones que realiza un sistema con su entorno (entidades externas), estas pueden ser otros sistemas, sectores internos a la organización, o factores externos a la misma. Se dibuja un solo proceso que representa al sistema en cuestión y se escribe su nombre en dicha burbuja como un sustantivo común más adjetivos. De él solamente parten los flujos de datos que denotan las interrelaciones entre el sistema y sus agentes externos, no admitiéndose otros procesos ni almacenamientos en el dibujo, ya que estos son procesos estructurados y ordenados, además posee una cardinalidad que varía según la función que desempeñe cada diagrama.
Resulta de gran utilidad para los niveles posteriores de análisis como herramienta de balanceo.
Y es conocido como el Diagrama de Flujo de Datos DFD de Nivel "0".

### Diagrama de Nivel Superior: Nivel 1
En el diagrama de nivel superior se plasman todos los procesos que describen al proceso principal. En este nivel los procesos no suelen interrelacionarse directamente, sino que entre ellos debe existir algún almacenamiento o entidad externa que los una. Esta regla de construcción sirve como ayuda al analista para contemplar que en un nivel tan elevado de abstracción (DFD Nivel 1) es altamente probable que la información que se maneja requiera ser almacenada en el sistema aunque no esté especificado por un Requisito funcional, siendo en realidad un requisito no-funcional.

### Diagrama de Detalle o Expansión: Nivel 2
En un diagrama de nivel 2 o mayor, comienzan a explotarse las excepciones a los caminos principales de la información dado que aumenta progresivamente el nivel de detalle. De aquí en adelante se permiten los flujos entre procesos.
El DFD (Diagrama De Flujo De Datos) nivel 2 puede considerarse el máximo para ser validado en forma conjunta con el usuario dado que en los niveles posteriores el alto grado de complejidad del diagrama puede resultar de muy difícil lectura para personas ajenas al equipo de sistemas. También se recomienda el diagrama de nivel superior.
- Datos: Q747385
- Multimedia: Data flow diagrams / Q747385